# Shillong Lajong FC
Der Shillong Lajong Football Club ist ein indischer Fußballverein aus Shillong im Bundesstaat Meghalaya. 

## Geschichte
Gegründet wurde der Verein im Jahr 1983 und spielt seit 2012 in der I-League, der höchsten Spielklasse Indiens. Trainer des Klubs ist seit Juli 2017 Bobby Lyngdoh Nongbet. 2017/18 konnte man die Saison auf dem 6. Platz abschließen. Bekanntester aktueller Spieler ist der gambische Profi Saihou Jagne.
Nebenbei spielt er noch in der städtischen Shillong Premier League und konnte bisher dreimal diese Stadtmeisterschaft gewinnen. 
Im nationalen Pokal konnte man 2010 das Finale erreichen, unterlag aber dem East Bengal Club knapp mit 1:2.

## Erfolge
- Shillong Premier League:
Meister 2014, 2015, 2016

- I-League 2:
Meister 2011